# Họ Hải yến
Hải yến (danh pháp khoa học: Hydrobatidae) là một họ chim trong bộ Procellariiformes.
Các loài hải yến trong họ này được tìm thấy ở Bắc bán cầu, mặc dù một số loài xung quanh Xích đạo đã di cư xuống phía nam. Chúng là loài sinh sống ở biển khơi, chỉ đến đất liền khi sinh sản. Trong trường hợp của hầu hết các loài, rất ít thông tin về hành vi và sự phân bố của chúng trên biển, nơi chúng có thể khó tìm và khó xác định hơn. Chúng là loài làm tổ thành đàn. Hầu hết các loài làm tổ trong các khe hoặc hang, và tất cả trừ một loài tham gia vào các đàn sinh sản về đêm. Các cặp hình thành mối quan hệ lâu dài, một vợ một chồng và chia sẻ nhiệm vụ ấp trứng và nuôi dưỡng gà con. Giống như nhiều loài chim biển, quá trình làm tổ rất kéo dài, thời gian ấp trứng lên đến 50 ngày và mất thêm 70 ngày nuôi con non sau đó.
Một số loài hải yến đang bị đe dọa bởi các hoạt động của con người. Một loài, hải yến Guadalupe, được cho là đã tuyệt chủng. Các mối đe dọa chính đối với thú cưng bão là các loài du nhập, đặc biệt là động vật có vú, trong các đàn sinh sản của chúng; nhiều loài vật nuôi trong bão thường làm tổ trên các hòn đảo không có động vật có vú bị cô lập và không có khả năng đối phó với những kẻ săn mồi như chuột cống và mèo hoang.

## Phân loại học
Họ này có các phân họ và loài sau:
- Phân họ Oceanitinae
  - Oceanites oceanicus
  - Oceanites maorianus
  - Oceanites gracilis
  - Garrodia nereis
  - Pelagodroma marina
  - Fregetta tropica
  - Fregetta grallaria
  - Nesofregetta fuliginosa
- Phân họ Hydrobatinae
  - Hydrobates pelagicus
  - Oceanodroma leucorhoa
  - Oceanodroma matsudairae
  - Oceanodroma microsoma
  - Oceanodroma tethys
  - Oceanodroma castro
  - Oceanodroma monorhis
  - Oceanodroma macrodactyla
  - Oceanodroma tristrami
  - Oceanodroma markhami
  - Oceanodroma melania
  - Oceanodroma homochroa
  - Oceanodroma hornbyi
  - Oceanodroma furcata
- Tuyệt chủng
  - Oceanodroma hubbsi † (California, Miocen)
  - Oceanites zalascarthmus † (Nam Phi, Pliocen)
  -  Primodroma bournei † (Anh, Eocen)